# 妙善寺 (藤沢市)
妙善寺（みょうぜんじ）は、神奈川県藤沢市藤沢一丁目にある日蓮宗の寺院。山号は、長藤山。旧本山は、比企谷妙本寺。池上法縁。

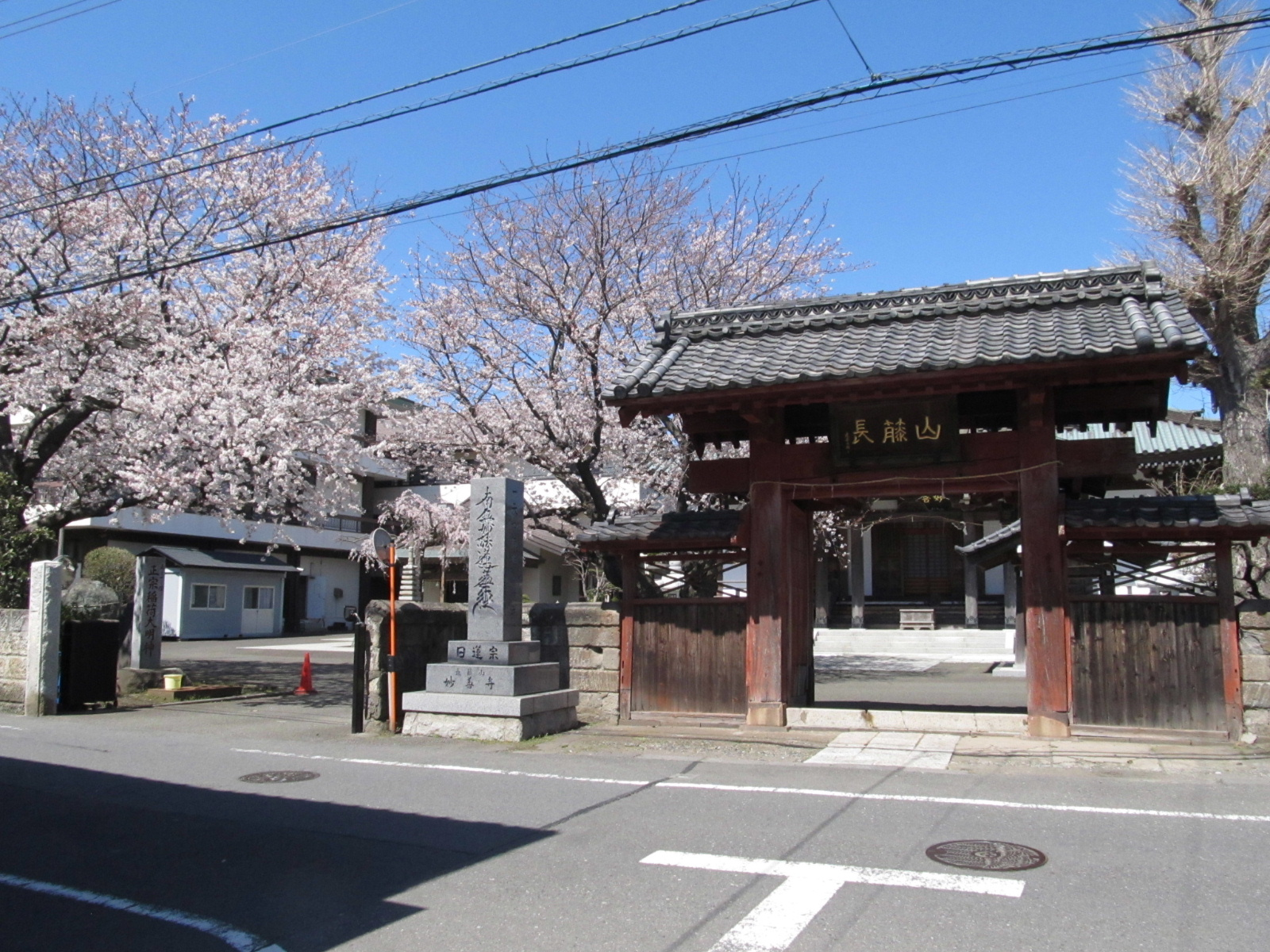
妙善寺の山門

## 歴史
永正元年（1504年）に日純により創立した。前身とされる密教寺院が建立された延暦15年（796年）が創立で、弘安3年（1280年）日聞が日蓮宗に改宗したという説もある。
天明年間（1781年-1789年）に洪水により堂が流失したが、天保13年（1842年）に日扇が再建した。

## 旧末寺
日蓮宗は昭和16年に本末を解体したため、現在では、旧本山、旧末寺と呼びならわしている。
- 柄澤山隆昌院（藤沢市柄沢）

## 交通
- 鉄道
  - 藤沢本町駅（小田急電鉄江ノ島線）
- 道路
  - 国道467号